# Грем'ячка (Октябрський район)
Грем'ячка (рос. Гремячка) — присілок в Октябрському районі Курської області Російської Федерації.
Населення становить 232 особи. Входить до складу муніципального утворення Лобазовська сільрада.

## Історія
Населений пункт розташований на території українського етнічного та культурного краю Східна Слобожанщина.
Від 2004 року входить до складу муніципального утворення Лобазовська сільрада.

## Населення
| 2002 | 2010 |
| ---- | ---- |
| 232  | →232 |